# خوان لیندولفو کوئستاس
خوان لیندولفو کوئستاس (انگلیسی: Juan Lindolfo Cuestas; ۶ ژانویهٔ ۱۸۳۷ – ۲۱ ژوئن ۱۹۰۵) سیاستمدار اهل اروگوئه بود. وی دو مرتبه از ۲۵ اوت ۱۸۹۷ تا ۵ فوریه ۱۸۹۹ و از ۱ مارس ۱۸۹۹ تا ۱ مارس ۱۹۰۳ رئیس‌جمهور این کشور بود.
خوان لیندولفو کوئستاس در ۲۱ ژوئن ۱۹۰۵، در سن ۶۸ سالگی در پاریس درگذشت.